# Милошево Брдо
Милошево Брдо је насељено мјесто на подручју града Градишка, Република Српска, БиХ. Према попису становништва из 1991. у насељу је живјело 439 становника.

## Образовање
У насељу се налази Основна школа „Младен Стојановић“.

## Становништво
Према попису становништва из 1991. године, мјесто је имало 439 становника.
| Демографија | Демографија | Демографија |
| Година      | Становника  | Становника  |
| ----------- | ----------- | ----------- |
| 1961.       | 668         |             |
| 1971.       | 578         |             |
| 1981.       | 510         |             |
| 1991.       | 439         |             |